# Méru
Méru és un municipi francès, situat al departament de l'Oise i a la regió dels Alts de França. L'any 2007 tenia 12.813 habitants.

## Demografia

### Població
El 2007 la població de fet de Méru era de 12.813 persones. Hi havia 4.427 famílies de les quals 1.150 eren unipersonals (508 homes vivint sols i 642 dones vivint soles), 1.066 parelles sense fills, 1.738 parelles amb fills i 473 famílies monoparentals amb fills.
La població ha evolucionat segons el següent gràfic:
Habitants censats

### Habitatges
El 2007 hi havia 4.838 habitatges, 4.542 eren l'habitatge principal de la família, 27 eren segones residències i 269 estaven desocupats. 2.708 eren cases i 2.105 eren apartaments. Dels 4.542 habitatges principals, 2.283 estaven ocupats pels seus propietaris, 2.129 estaven llogats i ocupats pels llogaters i 131 estaven cedits a títol gratuït; 229 tenien una cambra, 616 en tenien dues, 981 en tenien tres, 1.250 en tenien quatre i 1.466 en tenien cinc o més. 2.617 habitatges disposaven pel capbaix d'una plaça de pàrquing. A 2.332 habitatges hi havia un automòbil i a 1.369 n'hi havia dos o més.

### Piràmide de població
La piràmide de població per edats i sexe el 2009 era:
| Homes | Edats   | Dones |
| ----- | ------- | ----- |
| 4     | 95 o +  | 8     |
| 8     | 90 a 94 | 60    |
| 28    | 85 a 89 | 64    |
| 48    | 80 a 84 | 56    |
| 76    | 75 a 79 | 176   |
| 124   | 70 a 74 | 192   |
| 164   | 65 a 69 | 176   |
| 204   | 60 a 64 | 220   |
| 316   | 55 a 59 | 224   |
| 572   | 50 a 54 | 404   |
| 504   | 45 a 49 | 476   |
| 408   | 40 a 44 | 512   |
| 380   | 35 a 39 | 436   |
| 492   | 30 a 34 | 432   |
| 420   | 25 a 29 | 513   |
| 424   | 20 a 24 | 480   |
| 517   | 15 a 19 | 536   |
| 568   | 10 a 14 | 512   |
| 584   | 5 a 9   | 608   |
| 432   | 0 a 4   | 352   |

## Economia
El 2007 la població en edat de treballar era de 8.671 persones, 6.140 eren actives i 2.531 eren inactives. De les 6.140 persones actives 5.206 estaven ocupades (2.876 homes i 2.330 dones) i 934 estaven aturades (423 homes i 511 dones). De les 2.531 persones inactives 681 estaven jubilades, 973 estaven estudiant i 877 estaven classificades com a «altres inactius».

### Ingressos
El 2009 a Méru hi havia 4.595 unitats fiscals que integraven 13.368 persones, la mediana anual d'ingressos fiscals per persona era de 15.168 €.

### Activitats econòmiques
Dels 465 establiments que hi havia el 2007, 5 eren d'empreses extractives, 6 d'empreses alimentàries, 3 d'empreses de fabricació de material elèctric, 18 d'empreses de fabricació d'altres productes industrials, 47 d'empreses de construcció, 125 d'empreses de comerç i reparació d'automòbils, 27 d'empreses de transport, 36 d'empreses d'hostatgeria i restauració, 6 d'empreses d'informació i comunicació, 29 d'empreses financeres, 25 d'empreses immobiliàries, 56 d'empreses de serveis, 49 d'entitats de l'administració pública i 33 d'empreses classificades com a «altres activitats de serveis».
Dels 131 establiments de servei als particulars que hi havia el 2009, 1 era una oficina d'administració d'Hisenda pública, 1 oficina del servei públic d'ocupació, 1 gendarmeria, 1 oficina de correu, 11 oficines bancàries, 5 funeràries, 15 tallers de reparació d'automòbils i de material agrícola, 1 taller d'inspecció tècnica de vehicles, 4 autoescoles, 9 paletes, 4 guixaires pintors, 5 fusteries, 8 lampisteries, 8 electricistes, 2 empreses de construcció, 13 perruqueries, 3 veterinaris, 5 agències de treball temporal, 24 restaurants, 8 agències immobiliàries i 2 tintoreries.
Dels 57 establiments comercials que hi havia el 2009, 2 eren hipermercats, 1 un hipermercat, 1 una gran superfície de material de bricolatge, 3 botiges de menys de 120 m², 5 fleques, 7 carnisseries, 2 llibreries, 14 botigues de roba, 4 sabateries, 1 una sabateria, 2 botigues de mobles, 5 perfumeries, 4 joieries i 6 floristeries.
L'any 2000 a Méru hi havia 7 explotacions agrícoles que ocupaven un total de 1.085 hectàrees.

## Equipaments sanitaris i escolars
El 2009 hi havia 1 hospital de tractaments de curta durada, 1 un hospital de tractaments de llarga durada, 1 psiquiàtric, 1 centre d'urgències i 5 farmàcies.
El 2009 hi havia 5 escoles maternals i 6 escoles elementals. A Méru hi havia 3 col·legis d'educació secundària, 1 liceu d'ensenyament general i 1 liceu tecnològic. Als col·legis d'educació secundària hi havia 1.270 alumnes, als liceus d'ensenyament general n'hi havia 879 i als liceus tecnològics 467.

## Poblacions més properes
El següent diagrama mostra les poblacions més properes.